# 438

## Nașteri
- dată necunoscută: Basina de Thuringia  (d. 477)